# Hippokoon (Vater des Neleus)
Hippokoon (altgriechisch Ἱπποκόων Hippokóōn, deutsch ‚der Pferdekenner‘) von Amyklai ist eine Person in der griechischen Mythologie.
Hyginus Mythographus nennt ihn den Vater des Neleus, während sonst Poseidon als sein Vater angegeben wird.
An einer anderen Stelle zählt Hyginus unter den Teilnehmern an der Jagd auf den Kalydonischen Eber drei Söhne des Hippokoon von Amyklai auf. Er nennt sie Eneasimos, Alkon und Leukippos. Ovid sagt, dass vier seiner Söhne teilgenommen hätten und einer von dem Tier tödlich verwundet wurde.